# Markus Vincze

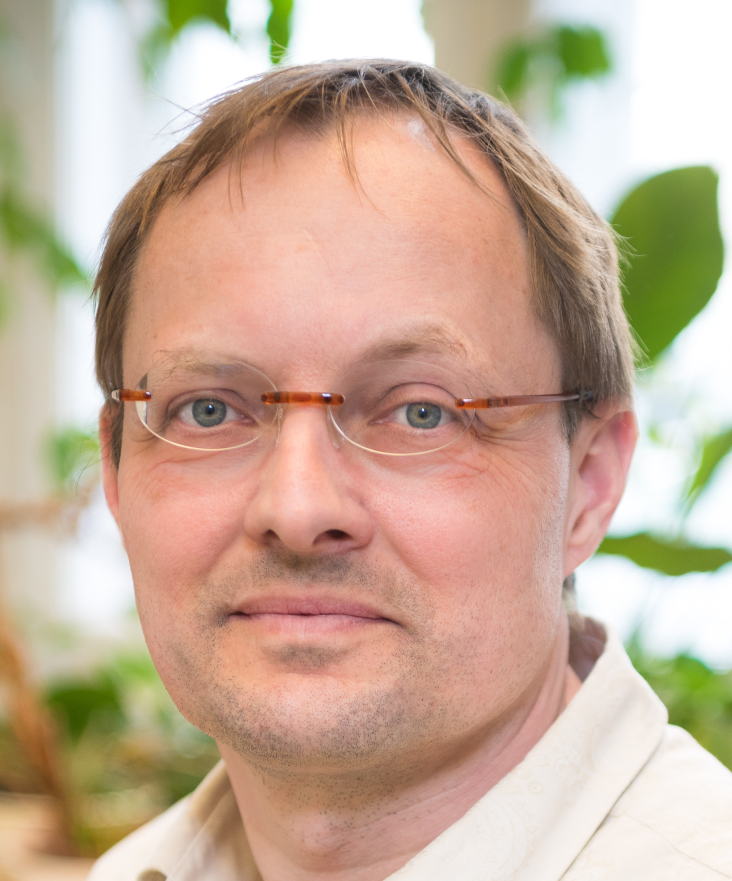
Markus Vincze

Markus Vincze (* 12. Mai 1965 in Salzburg) ist ein österreichischer Ingenieur und Professor an der Technischen Universität Wien am Institut für Automatisierung und Regelungstechnik, Experte für Robotik, Maschinenbau und künstliche Intelligenz.
Er ist Senior Editor von IEEE Robotic and Automation Letters.

## Leben
Markus Vincze erhielt 1988 ein Diplom in Maschinenbau an der Technischen Universität Wien und 1990 einen M.Sc. vom Rensselaer Polytechnic Institute. Er schloss sein Doktorat an der TU Wien im Jahr 1993 ab. Mit einem Stipendium der Österreichischen Akademie der Wissenschaften arbeitete er bei HelpMate Robotics Inc. und am Vision Laboratory von Gregory Hager an der Yale University. Im Jahr 2004 habilitierte er im Fach Robotik.

## Schaffen
Markus Vincze ist Autor bzw. Co-Autor zahlreicher Artikel in wissenschaftlichen Zeitschriften und anderen Publikationen. Aktuell ist Markus Vincze mit der Rolle der Roboter in der Pflege beschäftigt.

## Publikationen
- Antonios Gasteratos, Markus Vincze, John K. Tsotsos. Computer Vision Systems. 6th International Conference on Computer Vision Systems, ICVS 2008 Santorini, Greece, May 12-15, 2008, Proceedings
- Danica Kragic, Markus Vincze. Vision for Robotics (Foundations and Trends in Robotics) 22 Sept. 22, 2009
- Markus Vincze, Timothy Patten, Henrik I Christensen, Lazaros Nalpantidis, Ming Liu (Herausgeber). Computer Vision Systems. 13th International Conference, ICVS 2021, Virtual Event, September 22-24, 2021, Proceedings